# کیتا-کو، ساپورو
کیتا-کو (به لاتین: Kita-ku) یک منطقهٔ مسکونی در ژاپن است که در ساپورو واقع شده‌است. کیتا-کو ۶۳٫۵۷ کیلومتر مربع مساحت و ۲۸۲٬۴۲۷ نفر جمعیت دارد.